# Fermacampione

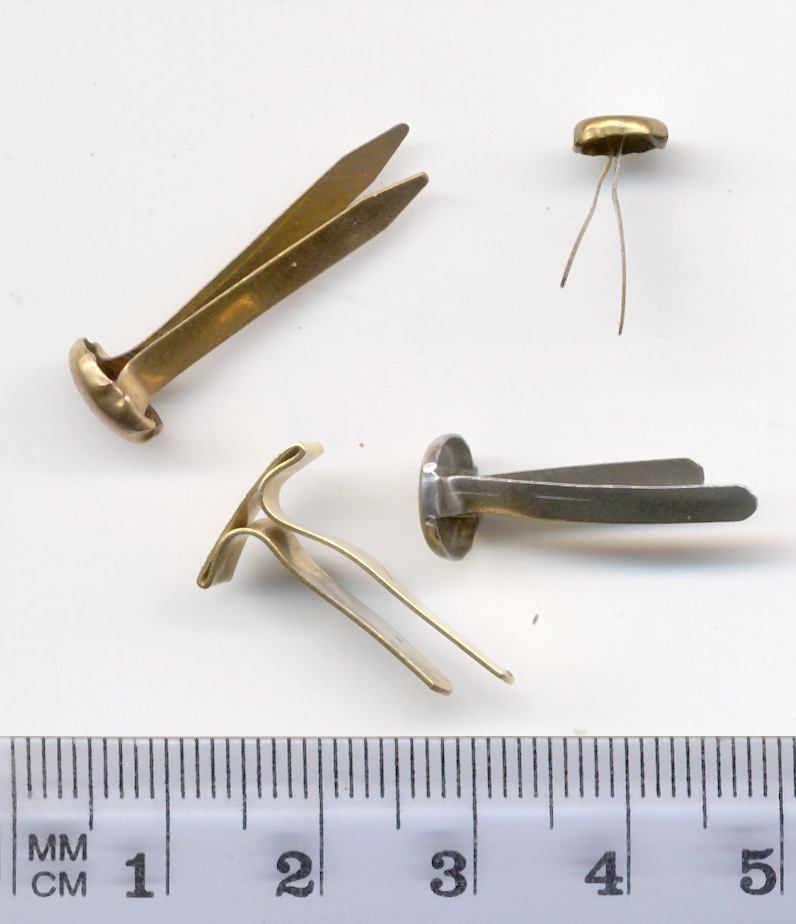
Esempi di fermacampione. Notare la differente lunghezza delle due gambe.

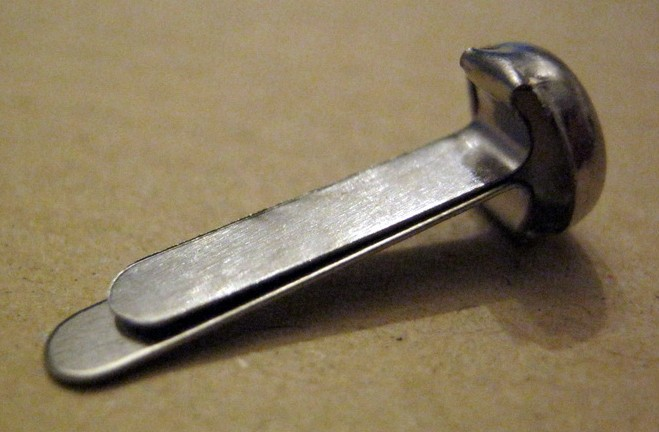
Fermacampione da 19 millimetri

Un fermacampione è un fermaglio di metallo a forma di chiodo con due gambe divaricabili; queste hanno lunghezza un po' diversa in modo da facilitarne l'apertura a farfalla. Viene utilizzato, inserendolo in fori appositamente praticati e divaricandone le gambe, per unire dei  fogli oppure per chiudere  buste postali in modo da agevolarne apertura e chiusura per l'ispezione postale.

## Storia
L'inventore dei fermacampioni è incerto, i primi brevetti registrati negli Stati Uniti ad essi relativi risalgono alla metà dell'Ottocento. I fermacampioni si sono poi diffusi nel secolo successivo grazie alla maggior diffusione delle attività d'ufficio, il loro uso per la chiusura di buste postali è in declino a partire dagli anni 2000 a causa dell'utilizzo di buste con chiusura adesiva.